# 千王之王2000
《千王之王2000》為1999年8月上映的香港電影，導演為王晶，演員有周星馳、張家輝、吳君如、關秀媚等。

## 劇情大綱
香港大老千「法拉利」（王晶飾）興風作浪，呼風喚雨，周旋於大亨巨賈中，每逢週末更在巨宅中大開派對，美女如雲，酒池肉林，吸引富豪來往，法拉利乘機出千詐賭，更偷拍富豪與美女的偷歡情景，恐嚇金錢。
香港警隊重案組探員梁寬（阿寬，張家輝飾），受命以臥底身份混入「法拉利」旗下，想將法拉利繩之以法，阿寬結交了「法拉利」身畔花名「初戀」（林熙蕾飾）的大美女，在「初戀」幫助下，阿寬掌握法拉利一切罪証，並驚險萬分地錄在光碟之中，要讓法拉利一舉成擒。不料，阿寬辛苦得來的光碟，居然甚麼資料也沒有，只有電腦病毒，原來「初戀」是法拉利安排在阿寬身邊的臥底，而阿寬中了法拉利的美人局，法拉利獲釋，阿寬卻反遭停職查辦。
阿寬在極度沮喪下，去澳門向自己女友的姊夫，大老千黃師虎（周星馳飾）拜師，以求打敗法拉利，師虎與阿寬打算佈一個大騙局對付法拉利，殊不知計劃已全盤被法拉利所悉……

## 劇中人物
| 角色                 | 演員   | 介紹                                                                                                  |
| 黃師虎               | 周星馳 | Wasabi的老公、Pizza的姊夫，遠近馳名的澳门大老千，足智多謀、狂妄高傲。                                 |
| 梁寬                 | 張家輝 | Pizza的男友、刑警，多次担任卧底小角色。鬱鬱不得志之时，长官忽然派他调查大老千法拉利，後拜黃師虎為師。 |
| 法拉利（外號肉面飛龍） | 王晶   | 本片終極大反派 專業老千，時常向富豪行騙，作惡多端，最後被黃師虎設計破產。                             |
| 初戀                 | 林熙蕾 | 法拉利的手下，色誘黃師虎與梁寬。                                                                      |
| Wasabi               | 吳君如 | 黃師虎之妻、Pizza的姐姐。                                                                             |
| Pizza                | 關秀媚 | 梁寬女友、Wasabi的妹妹。                                                                              |
| 火龍                 | 盧惠光 | 法拉利的手下。                                                                                        |
| 肥豬王               | 段偉倫 | 法拉利的手下。                                                                                        |
| 聾五                 | 八兩金 | 黃師虎手下，身手矯健，卻是個聾子。                                                                    |
| 獄警                 | 吳志雄 | |
| 獄警                 | 李兆基 | |
| 千面人               | 劉以達 | 梁寬之上司，喜歡易容行動。                                                                            |
| 李孖成               | 羅家英 | 房地產大亨，被法拉利綁架的富商之一。影射李嘉誠。                                                      |
| 鄭二筒               | 胡 楓  | 股市大亨，被法拉利綁架的富商之一。影射鄭裕彤。                                                        |
| 何林                 | 曾近榮 | 電視台董事長，被法拉利綁架的富商之一。影射林百欣。                                                    |
| 阿仁                 | 李健仁 | 法拉利手下。                                                                                          |
| 何同學               | 施念慈 | 何先生的女兒，地產千金。                                                                              |
| 四眼學生妹           | 黃鳳英 | 本角只有聲音演出。                                                                                    |
| 老師                 | 苑瓊丹 | 學校老師。                                                                                            |
| 甜甜                 | 蘭茜   | |
| 獄警                 | 田啟文 | |
| 損友                 | 張 敏  | |
| 損友                 | 劉寶賢 | |
| 荷官                 | 徐振華 | |

## 選角
該片名義上雖由周星馳領銜主演，但是周星馳實際上只拍了6天，所以他的戲份並不多。故事反而是以張家輝為主。另一方面，當時黃百鳴對媒體表示願以2000萬請周星馳只來10天，但被婉拒。後來在2002年向華強接受媒體採訪時稱：「周星馳在1992年片酬就已經達到了1000萬港元，10年之後我開價給周星馳片酬5000萬，但是他依然拒絕。」再後來到了2010年，永盛電影老闆向華勝對媒體宣布：「沒有一个億，請不動周星馳」。而導演王晶於2024年公開証實了7天片酬1000萬港元一事，並說明此電影是兩人決裂的導火線。

## 外部連結
- 開眼電影網上《千王之王2000》的資料（繁體中文）
- 豆瓣电影上《千王之王2000》的資料 （简体中文）
- 时光网上《千王之王2000》的資料（简体中文）
- 爛番茄上《千王之王2000》的資料（英文）
- 香港影庫上《千王之王2000》的資料（繁體中文）
- 互联网电影数据库（IMDb）上《千王之王2000》的资料（英文）